# Bethausen (gmina)
Bethausen – gmina w Rumunii, w okręgu Temesz. W 2011 roku liczyła 3057 mieszkańców. Składa się ze wsi Bethausen, Cladova, Cliciova, Cutina, Leucușești oraz Nevrincea.